# Олимпийская сборная беженцев на летних Олимпийских играх 2020
Олимпийская сборная беженцев участвовала в летних Олимпийских играх 2020 года в Токио, Япония, в качестве независимых участников Олимпийских игр. Код МОК — это французская аббревиатура «EOR», что означает «Équipe olympique des réfugiés» (рус. «Олимпийская сборная беженцев»).
Это было второе появление команды беженцев на летних Олимпийских играх после Игр 2016 года.
На Играх 2020 года в состав команды вошли 29 спортсменов, по сравнению с 10 в команде 2016 года. В команду вошли спортсмены из 11 стран, которые в настоящее время проживают и тренируются в 13 принимающих странах при поддержке программы Олимпийских стипендий МОК для спортсменов-беженцев.
На параде наций команда МОК, согласно традиционному порядку написания японской письменности и английскому произношению Ай О Ши МОК на японском языке, была второй на параде после Греции, которая традиционно выступает первой.

## Команда
Команда была выбрана 8 июня 2021 года, представлена в следующем списке вместе со страной происхождения каждого участника и принимающим его Национальным олимпийским комитетом (НОК).